# Папай (гора)
Папай — гора в Краснодарском крае. Располагается у истоков рек Убин, Папай и Большой Хабль. Гора Папай — комплексный памятник природы Краснодарского края. Расположение — территория Абинского и Северского районов. Высота главной вершины 818,68 м. Самая западная скалистая вершина Кавказа. Но это не совсем вершина, а небольшой горный хребет, состоящий из семи вершин: Западный Папай, две безымянные вершины, Центральный Папай, Главный Папай, Восточный Папай и Северный Папай

## Растительный мир
Растительный мир данного массива очень разнообразен. В основном преобладают сообщества дуба скального. На вершинных участках господствуют можжевельники: красный, высокий и вонючий. В травянисто-кустарниковом покрове преобладают ковыль перистый, ковыль-волосатик, боярышник красный, шиповник коричный, изредка мушмула германская и шаровница волосоцветковая.
Можжевеловые редколесья на Папае имеют терапевтические свойства. Согласно исследованиям профессора В. П. Токина, один гектар можжевелового леса выделяет в атмосферу примерно 30 килограмм летучих веществ с противогрибковыми и бактерицидными свойствами — фитонцидов. Этого количества достаточно для стерилизации воздуха такого крупного города, как Краснодар (данные на 1983 г.).

## Животный мир
Из животного мира встречаются кабаны, косули, очень редко можно увидеть серну.

## Этимология названия
По мнению археологов, название вершины Папай произошло от этноса «папаги», населявшего окрестности в V—X в. Можно предположить и другую трактовку названия: от «пэпэай», где адыгейское «пэ» — «нос» или «начало» и «ай» — именной суффикс, то есть возможно «нос + нос» или «много носов», то есть много вершин, что в целом соответствует действительности, так как Папай состоит из семи основных вершин (Западного, Центрального, Северного, Главного и Восточного Папая и двух безымянных). Возможна ещё одна версия, объясняющая смысловое значение топонима Папай: связана она с древними племенами, населяющими Северное Причерноморье и Северный Кавказ с VII в. до н. э. до III в. н. э. и называли их скифами. У скифов был культ «семи богов». Главный среди них был Папай, равный Зевсу (по греческой мифологии). Таким образом, эту замечательную вершину нарекли, быть может, ещё скифы в честь главного своего божества Папая.